# Google Code Jam
Le Google Code Jam était un concours annuel international de programmation parrainé et administré par Google, de 2003 à 2023.
La compétition a vu le jour en 2003 et était originellement utilisée par Google pour repérer des candidats prometteurs pour ses groupes de développement technique. Après 20 ans, il a été annoncé que la compétition n'aurait plus lieu. En 2023, seuls des "tours d'adieu" (sans prix à gagner) ont eu lieu pour marquer la fin de la compétition.

## Présentation
La compétition consistait en un ensemble de problèmes qui mesurait l’habilité des participants à concevoir un algorithme pour résoudre un problème, puis programmer et tester cet algorithme en un temps prédéfini. Les compétiteurs pouvaient utiliser le langage de programmation et l’environnement de développement de leur choix. Les langages les plus utilisés étaient C++ et Java.

## Déroulement de la compétition
La compétition de 2011[Passage à actualiser] se composait :
- d’une manche de qualification au cours de laquelle les participants devaient accumuler 25 points pour passer à l’étape suivante ;
- une première ronde d’élimination à la fin de laquelle les 3000 meilleurs candidats étaient invités à passer à la ronde suivante ;
- une seconde ronde d’élimination qui réduisait le nombre de participants aux 500 meilleurs ;
- une troisième ronde d’élimination qui réduisait le nombre de participants aux 25 meilleurs ;
- une finale au cours de laquelle les 25 meilleurs s’affrontaient.

## Les prix
En 2017, les prix du concours sont les suivants : 
- Un T-shirt Google est offert aux 1000 premiers de la deuxième ronde d'élimination ;

- Un prix (en dollars américains) est remis aux vainqueurs de l'épreuve sur site, selon le barème suivant :
  - 1re place : 15 000 USD ;
  - 2e place : 2 000 USD ;
  - 3e place : 1 000 USD ;
  - 4e à 26e places : 100 USD.

## Résultats par pays
| Pays           | 1ère place | 2ème place | 3ème place |
| -------------- | ---------- | ---------- | ---------- |
| Biélorussie    | 6          | 1          | 0          |
| Chine          | 2          | 3          | 1          |
| Russie         | 2          | 2          | 7          |
| Pologne        | 2          | 1          | 1          |
| Japon          | 1          | 1          | 2          |
| Argentine      | 1          | 0          | 0          |
| Suède          | 1          | 0          | 0          |
| USA            | 0          | 2          | 1          |
| Pays-Bas       | 0          | 2          | 0          |
| Canada         | 0          | 1          | 0          |
| Ukraine        | 0          | 1          | 0          |
| Philippines    | 0          | 1          | 0          |
| Afrique du Sud | 0          | 0          | 2          |
| Slovaquie      | 0          | 0          | 1          |